# Tomblaine
Tomblaine település Franciaországban, Meurthe-et-Moselle megyében. Lakosainak száma 9040 fő (2022. január 1.). Tomblaine Art-sur-Meurthe, Essey-lès-Nancy, Jarville-la-Malgrange, Laneuveville-devant-Nancy, Nancy, Saint-Max és Saulxures-lès-Nancy községekkel határos.

## Népesség
A település népessége az elmúlt években az alábbi módon változott:
| Lakosok száma | 6617 | 7828 | 7956 | 7671 | 8041 | 8505 | 8887 | 8856 | 8941 | 9040 |
|               | 1968 | 1982 | 1990 | 2006 | 2013 | 2015 | 2017 | 2019 | 2020 | 2022 |